# 京王観光
京王観光株式会社（けいおうかんこう、英文社名：Keio Travel Agency）は、東京都多摩市に本社を置き、旅行業と保険業を営む京王グループの企業である。日本旅行業協会会員、国際航空運送協会代理店。

## 概要
1953年（昭和28年）6月24日に株式会社京王帝都観光協会を設立。同年6月11日設立の関西を地盤とする旅行会社「桜菊観光株式会社」と1969年（昭和44年）9月1日付で合併。京王沿線外の店舗を桜菊観光から継承した。
また、1958年（昭和33年）4月1日より企業組合京帝互助会から駅売店事業および保険代理店事業を継承し、京王電鉄各駅の売店を運営していたが、2005年に駅売店事業を分社化する形で京王リテールサービス（現在は京王ストアに合併）を設立し、駅売店全店舗の営業権を譲渡した。
京王電鉄沿線を中心に事業所を展開する。旅行事業部門と保険事業部門を2本の柱とし、旅行部門では国内旅行および海外旅行、訪日外国人旅行の斡旋を行う。また募集型企画旅行「キングツアー」も主催する。愛称は京王の「王」に由来する。そのほか、航空券や私鉄乗車券・乗船券の発券、旅行傷害保険の取り扱いなど旅行に付帯する業務を行う。
保険部門では、損害保険（自動車保険、火災保険、傷害保険など）の代理店業務を行うとともに、1996年からは生命保険の代理店業務も開始した。
かつては個人旅行客向けカウンター店舗および、団体旅行を扱う「団体旅行支店・営業所」の二本立てで営業していたが、大阪地区を中心とした西日本の支店で発覚した不祥事を受け、個人向けカウンター店舗の大半を閉店して営業規模を大幅に縮小し、団体旅行営業に業務を絞ることとなった（後述）。

## 沿革
- 1953年（昭和28年）
  - 6月11日 - 桜菊観光株式会社が設立（合併後の存続会社）[4]。京王観光ではこの日を会社設立日としている[4]。
  - 6月24日 - 株式会社京王帝都観光協会を設立[4]。
  - 9月4日 - 東京都知事より許可を得て旅行業を開始[4]。
- 1957年（昭和32年）2月1日 - 株式会社京王帝都観光協会を京王観光株式会社へ商号変更[4]。
- 1958年（昭和33年）
  - 4月1日 - 企業組合京帝互助会の事業を継承し、駅売店の運営と保険代理店業務を開始[4]。
  - 5月5日 - 多摩動物公園開園に伴い、公園前でレストハウスと駐車場を営業開始[4]。
- 1960年（昭和35年）4月7日 - 富士観光開発株式会社を合併し、山中湖畔で観光事業を開始[4]。
- 1964年（昭和39年）6月1日 - 日本航空・全日本空輸・日本国内航空の代理店となる[4]。
- 1965年（昭和40年）2月22日 - 京王帝都電鉄が桜菊観光株式会社を買収[6]。
- 1969年（昭和44年）9月1日 - 桜菊観光と京王観光が合併（桜菊観光を存続会社として京王観光に社名を変更した逆さ合併）[4]。運輸大臣登録一般第10号、日本旅行業協会加盟及びJR団体手数料交付業者の資格指定を受ける[4][注釈 1]。
- 1973年（昭和48年）9月28日	- 国際航空運送協会 (IATA) の代理店として承認を受ける[4]。
- 1982年（昭和57年）9月1日 - 両替商の許可を受ける[4]。
- 1986年（昭和61年）
  - 5月16日 - 京王観光調布ビルが完成[4]。
  - 12月10日  - 京王エージェンシーが設立[6]。京王観光の広告部門が分社化される。[要出典]
- 1993年（平成5年）6月12日 - 本社を京王初台駅ビルへ移転[4]。
- 1996年（平成8年）9月27日 - 生命保険代理店業務を開始[4]。
- 1999年（平成11年）8月30日	- 本社を京王初台一丁目ビル（初台駅隣接）へ移転[4]。
- 2003年（平成15年）6月11日	- 会社設立50周年を迎える[4]。
- 2005年（平成17年）4月1日 - 京王リテールサービスを設立[4][6]、駅売店を運営していた京王観光販売事業部を分社化[4]。
- 2007年（平成19年）4月1日 - 新旅行システム「REX」を稼動開始[4]。
- 2013年（平成25年）6月11日 - 会社設立60周年を迎える[4]。
- 2015年（平成27年）4月 - 福岡支店を新設[7][8]、九州地区へ進出。
- 2016年（平成28年）9月 - 公式Twitterアカウントを開設[9]。
- 2018年（平成30年）
  - 6月11日 - 会社設立65周年を迎える[4]。
  - 11月 - 大阪西支店を大阪支店へ統合[7][8]。
- 2019年（平成31年/令和元年）
  - 4月 - 大阪支店・大阪西支店でのマルス端末不正発券および不正乗車が発覚。これによりJRグループよりJR乗車券類委託契約を解除され、京王観光大阪支店を閉鎖。また社内調査により福岡支店でも同様の不正が発覚（詳細は#不祥事を参照）。
- 2021年（令和3年）7月5日 - 本社を京王新宿三丁目ビル（新宿区新宿3丁目1番24号）から、京王初台一丁目ビル（渋谷区初台1丁目54番2号）へ移転[2]。
- 2022年（令和4年）
  - 6月1日 - 個人向けカウンター店舗を、京王新宿店・聖蹟桜ヶ丘店の2店舗を残して、同年9月30日までに全店閉店することを発表[10]。
  - 6月15日 - 同日をもって仙川店を閉店[10]。
  - 6月29日 - 同日開催の株主総会と取締役会で社長交代を決定[11]、新社長に元常務取締役の竹内健が就任[11]。
  - 9月30日 - 同日をもって7店舗を一挙閉店[10]、個人向けカウンター店舗が2店舗のみとなる[10]。
  - 12月22日 - 本社を京王初台一丁目ビルから、せいせきさくらゲート（多摩市関戸2丁目37番地3）へ移転[2]。

## 店舗
京王沿線外の店舗は、合併した桜菊観光から引き継いだものである。2016年11月時点で、個人旅行向けのカウンター店舗は京王電鉄の駅構内または駅ビル・駅ナカ商業施設のみで、沿線外の店舗はすべて閉店していた。ただし団体旅行営業部の管轄店舗では、大阪支店が2017年1月13日まで個人向けカウンター営業を行っていた。

### 個人向けカウンター店舗
京王電鉄の駅にあった店舗名は、特記以外はかつては「○○駅営業所」であったが、のちに「駅名+店」へ改められた。
一部の店舗では、京王バスの定期券・回数券を取り扱っていた。取り扱い券種は京王バスの紙式定期券および回数券（いずれも廃止）、金額式IC定期券「モットクパス」、神奈川中央交通との共通定期券。

#### 現存する店舗
2023年10月時点。
1. 京王新宿店（旧店名：京王新宿駅営業所）
  - 京王線新宿駅西口改札前[5][14]
2. 聖蹟桜ヶ丘店
  - 聖蹟桜ヶ丘駅西口改札横[5][14]

#### 過去に存在した店舗

##### 2022年閉店
特記なき店舗は、2022年9月30日閉店。
1. 吉祥寺店
  - キラリナ京王吉祥寺7階[5][14]
2. 千歳烏山店
  - 千歳烏山駅南口（南烏山4-12-5、えるもーる商店街）[5]
  - 駅改良工事に伴い、千歳烏山駅西口から移転[14]。
3. つつじヶ丘店
  - 京王リトナードつつじヶ丘2階[5][14]
  - 京王リトナードつつじヶ丘開業に伴い出店[14]。
4. 調布店
  - トリエ京王調布 サウスゲート1階[5][14]
  - バス定期券・回数券取扱店[12]。
5. 府中店（旧店名：トラベルプラザ府中）
  - ぷらりと京王府中 西館2階[5][14]
6. 京王八王子店
  - 京王八王子ショッピングセンター9階[5][14]
7. 多摩センター店
  - 京王多摩センター駅構内[5][14]
  - バス定期券・回数券取扱店[12]。
8. 仙川店（旧店名：トラベルプラザ仙川）
  - フレンテ仙川2階[5][14]
  - 2022年6月15日閉店[10]。

##### 2020年閉店
- アトレ吉祥寺営業所	
  - アトレ吉祥寺2階（JR吉祥寺駅直結）[14]
  - 2020年1月26日閉店[15]

##### 2018年閉店
- 京王橋本駅営業所	
  - 京王相模原線橋本駅構内2階（改札前、K-SHOP橋本店隣）[14]
  - 2018年9月27日閉店[16]。
  - 跡地には楽天モバイル京王橋本店が入居（2022年7月31日閉店）[17]
- 南大沢駅営業所	
  - フレンテ南大沢旧館2階[14]
  - バス定期券・回数券取扱店[13]。
  - 2018年9月26日閉店[13]。

##### 2016年閉店
- 高尾駅営業所
  - 京王高尾線高尾駅構内[14]
  - 2016年11月15日閉店[18]。

##### それ以前に閉店
以下の店舗は、2012年時点では存在していた。
京王線沿線
- 笹塚駅営業所
  - 笹塚駅構内[14]
- 明大前駅営業所	
  - 京王線明大前駅構内[14]
- 下高井戸駅営業所
  - 下高井戸駅ビル1階[14]
- 府中駅営業所
  - 京王府中ショッピングセンター1階[14]
  - SC改装に伴い、2階トラベルプラザ府中（→府中店）へ統合[5]。
- 高幡不動駅営業所	
  - 京王高幡ショッピングセンター1階[14]
- 京王稲田堤駅営業所
  - 京王稲田堤駅前[14]
- 永山駅営業所
  - 京王永山駅構内[14]

井の頭線沿線
- 渋谷駅営業所
  - 渋谷マークシティ2階[14]
- 丸井吉祥寺営業所	
  - 丸井吉祥寺店6階（吉祥寺駅公園口）[14]

沿線外
- 用賀営業所	
  - 世田谷ビジネススクエア タワー棟（東急田園都市線用賀駅直結）[14]

### 旅行事業部
団体旅行を扱う支店・事務所「旅行事業部」として、以下の拠点を有する。
団体旅行を扱う拠点は、本社直轄の「団体旅行営業部」の各支店と、関西地区を担当する「旅行事業部」（旧「関西事務所」のみ）が別に存在したが、関西地区での不祥事により本社直轄の「旅行事業部」へ一本化され、同時に支店の再編と統廃合が行われた。これに伴い、渋谷区初台の本社（当時）内に置かれていた「団体旅行営業部 戦略プロモーション室」も旅行事業部へ統合された。

#### 現存する拠点
2023年8月時点。
- 東京第1支店、東京第2支店、グローバルツアーセンター[19]
  - 上記の4支店は同一所在地（新宿区新宿2丁目の新宿御苑ビル2階、電話番号は異なる）[19]
  - 旧称「団体旅行営業部」での支店名はそれぞれ、 東京中央支店、東京南支店、東京東支店、イベント&ツアーセンターであったが、東京中央・東京南・東京東の3支店が東京第1・第2支店へ統合され、イベント&ツアーセンターはグローバルツアーセンターへ改称された[19]。
- 調布支店：東京都調布市布田[19]
- 八王子支店：東京都八王子市東町[19]
- 立川支店：東京都立川市錦町[19]
- 神奈川北支店：神奈川県相模原市中央区鹿沼台[19]
- さいたま支店：埼玉県さいたま市大宮区宮町[19]
- 札幌支店：北海道札幌市中央区北1条[19]
- 仙台支店：宮城県仙台市青葉区本町[19]
- 関西支店：大阪府大阪市西区阿波座[19]
  - 再編前は「旅行事業部関西事務所」として別枠とされていたが、不祥事を受け、本社直轄の旅行事業部所属へ変更された。
- 福岡支店：福岡県福岡市博多区博多駅前[19] - 2015年4月新設[7][8]。福岡進出に際し、西日本地区を担当していた旅行事業部関西事務所（現：関西支店）の職員が異動した（詳細は#不祥事を参照）。

## 不祥事

### 大阪の支店での不正発券
京王観光は2019年（平成31年）1月、大阪支店と大阪西支店（2018年11月に大阪支店へ統合済）において、約10年前から支店長の指示でマルス端末で不正発券し不正乗車を行っていたと週刊誌で報道されたことを事実と認めた。JRを利用する団体旅行客の客数を過少申告していた問題を受け、同年2月5日から全支店・営業所を対象にJR乗車券類の委託販売停止処分を受けた（払戻・変更等は3月1日まで取扱）。その時点では発券停止期間は未定とされていた。
京王観光の大阪地区の支店での不正は1990年代前半にはすでに行われており、また同年1月には、2008年から2018年の10年間にわたり、大阪地区の支店の社員4名が約230万円余を横領していたことも発覚した。越水陽太郎取締役社長名での発表によれば、不正行為は前年の2018年6月に判明し10月にJRへ報告したという。しかし内部監査により不正を把握していたにもかかわらず、2019年に報道されるまでそれを公表していなかったことから、同社の企業コンプライアンスも疑問視されることとなった。
2019年4月19日、JRグループより発券業務の委託契約を休止のまま解除された。これによりマルス端末も引き上げられ、JR乗車券の発行は不可能となった。同時にJRから同社旅客営業規則に基づき、不正乗車による被害額約6,000万円分の3倍にあたる約1億8,100万円を賠償するよう請求された。
同年4月25日、京王観光は不正行為に関する社内調査に基づく報告書を提出し、JRグループ各社に対し同年5月31日までに賠償金を全額支払う旨を表明するとともに、大阪支店閉鎖と関係者の更迭を発表した。社内調査の過程で、大阪支店と大阪西支店の他にも、福岡支店でも同様の不正行為が行われていたことを公表した。
同社の調査報告書によれば、不正を行っていた大阪地区の2支店は、1969年に関西を地盤とする桜菊観光と合併後に同社から継承した店舗で、旧桜菊観光時代からの独自の組織文化が維持継承され、京王沿線を含む首都圏や他地域への転勤もなく、現地出身の社員が内部昇格していく人事が行われていた。また2015年4月に福岡支店を開設した際、大阪支店から異動した社員1名が、福岡支店でも大阪支店での案件を引き続き担当して不正行為を継続したため、福岡支店へも不正が波及するに至った。そして東京本社の目が行き届かず、他地域との人員の交流も乏しかった結果、不正の手口が他地域へ広がることはなく、長期間にわたり不正が発覚しなかった。さらには京王グループの知名度が低い関西で「東京（の本部・支店）に負けたくない」というライバル意識が強かったことも背景にあった、などと分析された。

#### 不正発券事件の影響
事件発覚翌年の2021年には、本社を京王新宿三丁目ビルから京王線初台駅隣接の京王初台一丁目ビルへ移転した。さらに事件から2年後の2022年には、6月に社長交代、9月末までに個人向けカウンター店舗を京王グループの本拠地である新宿と聖蹟桜ヶ丘を残して全店閉店、12月には本社を再度移転して聖蹟桜ヶ丘駅付近のせいせきさくらゲートへ移転した。
大手私鉄系旅行会社である京王観光が「同業者」のJRを裏切る形となった事件の衝撃は大きく、全国紙などのマスメディアや旅行業界関連のネットメディアなどでも多数報道された。そして大幅な事業規模縮小と信用失墜の結果、取扱高は2016年度の246億円から、2022年度には102億円と半減以下にまで落ち込んだ。またカウンター店舗閉鎖により、閉店前の2021年3月末時点では434名だった従業員数も、2023年3月末には348名まで減少し、大幅な人員削減が行われた。